# ヘルスツーリズム
ヘルスツーリズム (Health Tourism) とは、医学的な根拠に基づく健康回復や維持、増進につながる観光のこと。観光学の概念としては1973年にIUOTOが初めて用いた語である。
温泉療法や森林療法、海洋療法（タラソテラピー）のほか、主に医療行為を受けるための手段として行われるメディカルツーリズムなども広義の意味でヘルスツーリズムに含まれる。

## 西洋
歴史的には、巡礼の旅に起源を有するとされている。西洋では、古代ローマの戦士が温泉療法を行ったスパや中世貴族の保養地などからヘルスツーリズムが発展した。また、古くから健康の増進が旅行の主な目的になっており、医学が発達しなかった近世まで健康増進を目的とする旅行は信仰や水と大きな関わりをもち、古代ギリシャでは流れる水や泉が「生命の源泉」とみなされていた。
17世紀後半以降、医学の発達により温泉や海などの自然資源の科学的効果が示されるようになり、一時衰退していた温泉や新たに保養に利用されるようになった海に上流階級の貴族たちが訪れリゾートに発達した。また、独立戦争前のアメリカではヨーロッパ貴族の生活様式の影響を受けて温泉や海浜への旅行客が増加した。
観光学の概念としては1973年にInternational Union of Official Travel Organizations（IUOTO）が報告書の「Health tourism」で初めて用いた。

## 日本
日本には湯治文化の歴史があり、現代になってニューツーリズムの一つとして数えられるようになった。
官公庁・旅行会社・地方自治体などが連帯し、ヘルスツーリズムに結びつけた観光資源開発が各地で行なわれている。
健康志向が高まる現在、日本におけるヘルスツーリズムの潜在市場規模は4兆円といわれる。しかしながら、こうした開発が確実に結実するには、受け地（旅行先）での人的資源を中心とした受け入れ体制や流通（商品化、販売）などに課題を残していると指摘される。また、近年では、開発の観点として、単に旅行中の健康効果（医学的、生理学的、心理学的など）に着目するのではなく、旅行をきっかけとしたQOL（生活の質）の向上を図るための手段として期待されるようになってきている。